# Rhus wilsonii
Rhus wilsonii är en sumakväxtart som beskrevs av William Botting Hemsley. Rhus wilsonii ingår i släktet sumaker, och familjen sumakväxter. Inga underarter finns listade i Catalogue of Life.